# 経塚作太郎
経塚 作太郎（きょうづか さくたろう、1925年12月31日 - 2013年2月19日）は、日本の法学者、中央大学名誉教授。専門は国際法。

## 来歴
新潟県出身。1945年中央大学予科修了。1948年3月中央大学法学部英法科卒業、1948年9月同大学院（旧制）中退、1948年9月中央大学日本比較法研究所助手。1953年6月中央大学法学部助教授。1962年9月中央大学法学部教授。1966年米国・エール大学客員教授。1972年11月中央大学通信教育学部長。1974年4月中央大学学生部長。1977年「条約法の研究」で中央大学にて法学博士。1996年定年退職、名誉教授。1996年名城大学法学部教授、1998年退職、日本学術会議会員。

## エピソード
学外指導教授として大平善梧に薫陶を受ける

## 著書
- 『国際関係論講義』鳳舎 1967
- 『国際法講義』中央大学出版部 1967
- 『条約法の研究』中央大学出版部 1967
- 『国際連合二十年の活動 一九四五年から一九六五年』鳳舎 1968
- 『現代国際法要論』中央大学出版部 1973
- 『続・条約法の研究』中央大学出版部 1977
- 『図解国際公法』立花書房 図解法学シリーズ 1977

### 共編
- 『国際法講義』杉山茂雄,宮崎繁樹共編 青林書院新社 青林講義シリーズ 1970
- 『答練国際公法』瀬川善信共編 学陽書房 答練シリーズ 1979
記念論文集
- 『現代国際関係の法的諸問題 経塚作太郎先生還暦記念』瀬川善信,布施勉編著 牛歩会 1986

## 論文
- <経塚作太郎

## 栄典
- 2006年11月 瑞宝中綬章受章[4]